# Franziska Kegebein
Franziska Kegebein (ur. 12 stycznia 1986 r. w Rostocku) – niemiecka wioślarka.

## Osiągnięcia
- Mistrzostwa Świata – Poznań 2009 – czwórka bez sternika – 5. miejsce[1].